# Deutsche Botschaft Wien
Die Deutsche Botschaft in Wien ist die diplomatische Vertretung der Bundesrepublik Deutschland in der Republik Österreich.

## Lage und Gebäude

### Kanzlei
Das Gebäude wurde von 1959 bis 1964 vom Stuttgarter Architekten Rolf Gutbrod erbaut. Es wurde am 1. Dezember 1964 eröffnet. Ein Jahr später, am 1. September 1965, zog der erste deutsche Botschafter in die Residenz ein, die in einer Liegenschaft mit dem Kanzleigebäude lag.
Das Gebäude bildete ein Ensemble lichtdurchfluteter, transparenter Bauten mit einem terrassierten Innenhof. Die Oberflächen bestanden aus Glas und Sichtbeton, Quarzit und Muschelkalk, Chrom und Teakholz. Arbeiten des Münchner Künstlers Blasius Spreng statteten das Kulturzentrum mit Veranstaltungssaal aus, welches zunächst nicht zur Straße hin eingezäunt war. Das Wiener Haus galt als eine der modernsten und schönsten Botschaften der Bundesrepublik.
Es wurde gleichwohl 2017 abgerissen. Ein Neubau an gleicher Stelle wurde im Rahmen einer Planung der Bundesbauverwaltung eingeleitet. Neben der Botschaft wird auch die Ständige Vertretung Deutschlands bei der OSZE das Gebäude nutzen. Im September 2021 wurde der Grundstein für den Neubau gelegt und am 6. Juni 2023 wurde Richtfest gefeiert. Die Übergabe an die Nutzer ist für Januar 2025 geplant.[veraltet]
Die Botschaft befindet sich seit August 2014 als Zwischenunterbringung in der Gauermanngasse 2–4, im 1. Wiener Gemeindebezirk, in unmittelbarer Nachbarschaft zur Akademie der bildenden Künste.

### Residenz des Botschafters

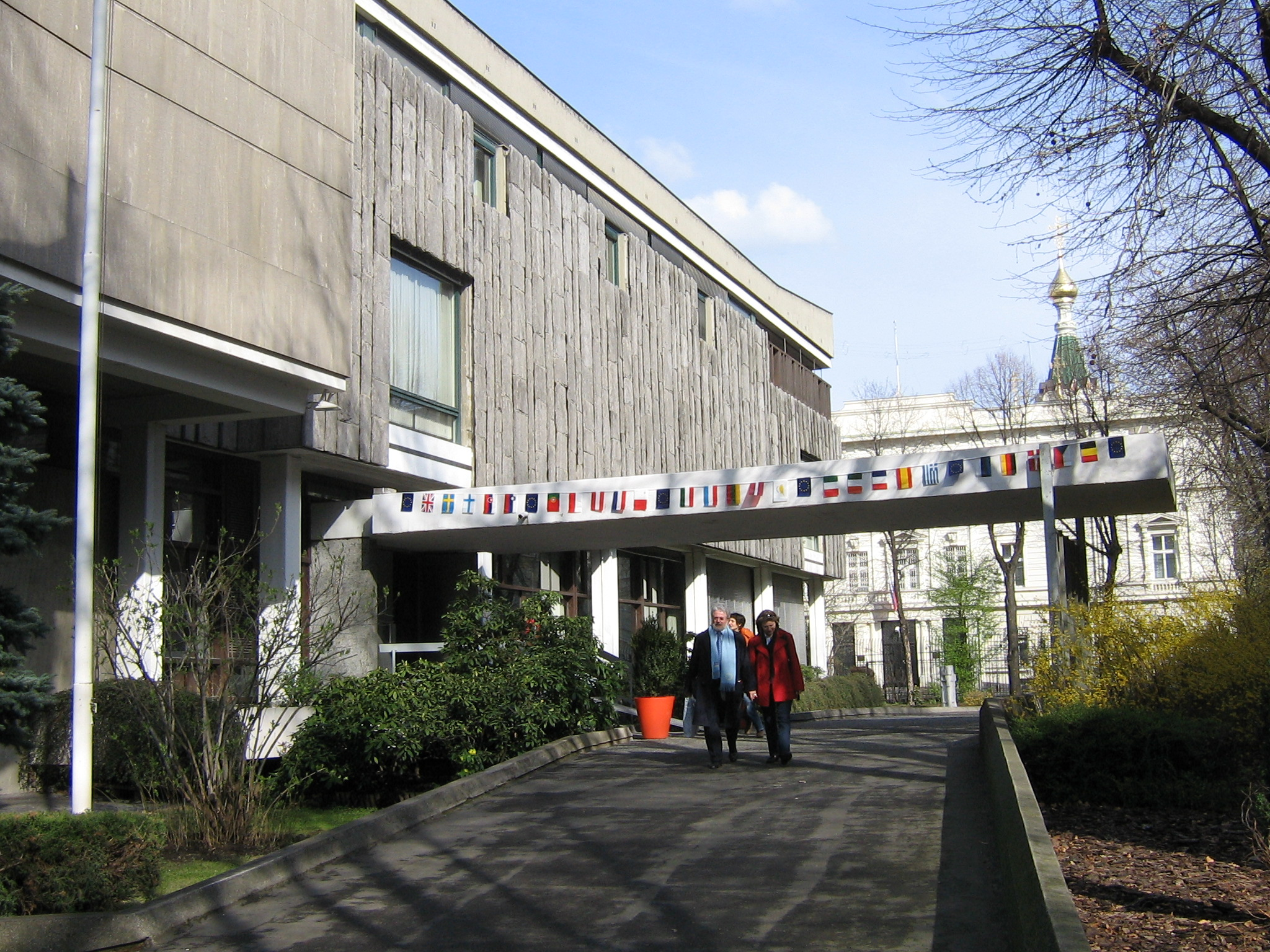
Eingangsbereich zur ehemaligen Botschafterresidenz

Bis zum Jahr 1998 residierte der deutsche Botschafter in der Metternichgasse im 3. Bezirk, Landstraße. 1996–1998 wurde die Villa der ehemaligen Handelsvertretung bzw. des Konsulates der DDR (1978–1990) in der Auhofstraße in Hietzing zur Residenz umgebaut. Dieses Gebäude war 1899 vom Wiener Architekten Rudolf Feldscharek für einen Wiener Geschäftsmann erbaut worden. Die damalige DDR kaufte das Anwesen 1978 und ließ die Villa zum Botschaftsgebäude umgestalten. Nach der Wiedervereinigung wurde der historische Originalzustand weitestgehend wiederhergestellt. Der rückwärtige Anbau wurde zugunsten einer Terrasse abgerissen. Die Botschaft der DDR befand sich in der benachbarten Frimbergergasse in Hietzing. Daneben besaß die DDR auch noch einige Wohngebäude in der Steckhovengasse und der Feldmühlgasse.

## Auftrag und Organisation
Die Botschaft Wien hat den Auftrag, die deutsch-österreichischen Beziehungen zu pflegen, die deutschen Interessen gegenüber der Regierung von Österreich zu vertreten und die Bundesregierung über Entwicklungen in Österreich zu unterrichten.
In der Botschaft werden die Sachgebiete Politik, Wirtschaft sowie Kultur und Bildung bearbeitet.
Das Referat für Rechts- und Konsularaufgaben der Botschaft bietet deutschen Staatsangehörigen alle konsularischen Dienstleistungen und Hilfe in Notfällen an. Es besteht ein telefonischer Rufbereitschaftsdienst. Der konsularische Amtsbezirk der Botschaft umfasst ganz Österreich. Die Visastelle erteilt Einreiseerlaubnisse für in Österreich ansässige Staatsangehörige dritter Länder.
Honorarkonsuln der Bundesrepublik Deutschland sind in Bregenz, Graz, Innsbruck, Linz und Salzburg bestellt und ansässig.

## Geschichte

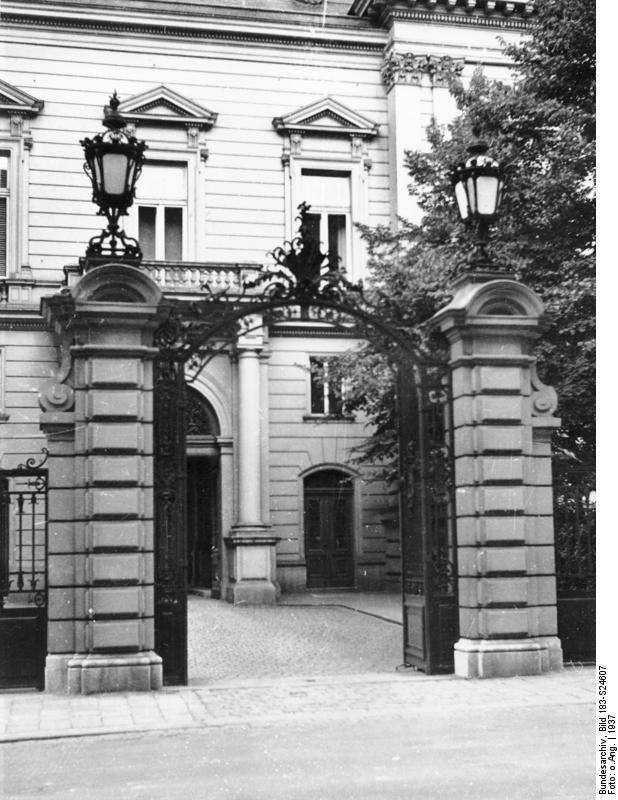
Eingang zum Palais Metternich, Sitz der deutschen Gesandtschaft

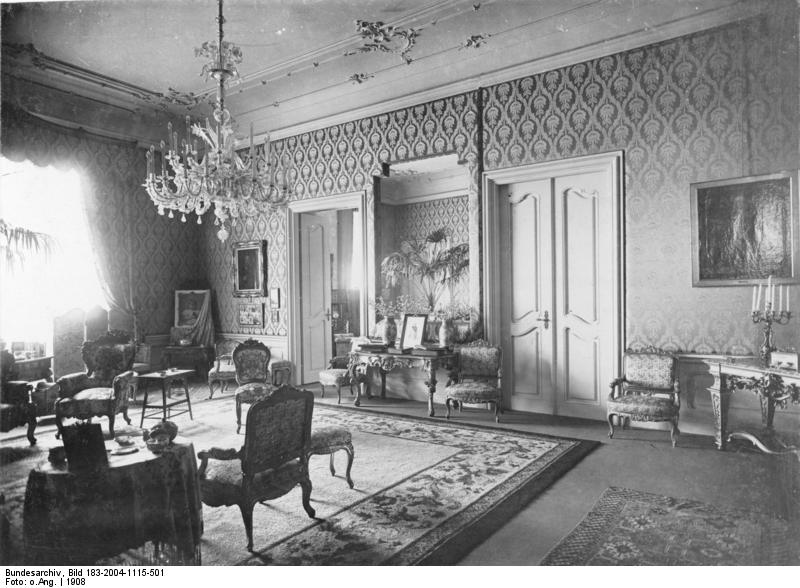
Deutsche Botschaft, 1908, Empfangssalon

Bis zur Gründung des Deutschen Reichs 1871 befand sich die preußische Gesandtschaft in der Schenkenstraße 10 in der Innenstadt Wiens. Das Gebäude befand sich in unmittelbarer Nähe zum Burgtheater.
Das Deutsche Reich erwarb 1877 ein Grundstück am Rennweg, welches zum Palais des Fürsten Metternich gehörte. Dort wurde bis 1879 das Botschaftspalais der kaiserlich Deutschen Botschaft erbaut. Der Architekt Viktor Rumpelmayer plante das Gebäude im Stil der italienischen Renaissance mit französischen Anklängen. Die Repräsentationsräume waren im Stil des Wiener Barocks. Das Palais besaß Fremdenzimmer für sogenannte „höhere Gäste und deren Gefolge“ sowie eine Silber- und Porzellankammer, Pferdeställe und Sattelkammern.
Von 1938 bis 1945 wurde das Gebäude nach Plänen des Wiener Architekten Josef Hoffmann umgebaut und als Außenstelle des Auswärtigen Amtes sowie als „Haus der Wehrmacht“ und Offizierskasino genutzt. Von 1945 bis 1955 (besetztes Nachkriegsösterreich) verfügte das Vereinigte Königreich über das Gebäude. Nach der Unterzeichnung des österreichischen Staatsvertrages am 15. Mai 1955 ging die Verfügungsgewalt an Österreich über. Am 22. März 1957 übereignete Österreich das Gebäude an die Bundesrepublik Deutschland, die es 1958 wegen ‚schwerer Bombenschäden‘ abreißen ließ.